# Germarostes macleayi
Germarostes macleayi is een keversoort uit de familie Hybosoridae. De wetenschappelijke naam van de soort is voor het eerst geldig gepubliceerd in 1830 door Perty.